# Extragalaktikus csillagászat évszámokban
- 964 – Al Sufi, a perzsa csillagász elsőként jegyezte fel megfigyeléseiben a  Nagy Magellán-felhőt.
- 1521 – Ferdinand Magellan a  Föld körülhajózása során megvizsgálta a Nagy Magellán-felhőt.
- 1600 – Simon Marius leírja az Androméda-ködöt.
- 1610 – Galileo Galilei az általa készített első csillagászati célú távcsővel  megfigyelte a Tejútrendszert, felismerte, hogy a fényes sáv távcsövön keresztül nézve csillagokra bomlik.
- 1750 – Thomas Wright leírta a  galaxisok és a Tejútrendszer alakját, ő használta először a „galaxis” szót.
- 1755 – Wright megfigyeléseire alapozva Immanuel Kant a galaxisokat csillagok és ködök alkotta forgó korongként képzelte el, amelyet a gravitáció tart össze.
- 1781 – Charles Messier kiadja a csillaghalmazok és ködök katalógusát (Messier-katalógus)
- 1818 – Friedrich Bessel meghatározza az első csillagtávolságot trigonometrikus parallaxis segítségével. Ez a módszer csak a kb. 300 fényéven belüli csillagok távolságának megállapítására alkalmas.
- 1845 – Lord Rosse (William Parsons) spirálkarokat vélt megfigyelni egy galaxisban.
- 1912 – Vesto Melvin Slipher kimutatta, hogy a spirális galaxisok színképvonalai a laboratóriumi hullámhosszakhoz képest a hosszabb hullámhosszú vörös felé tolódnak el.
- 1912 – Henrietta Leavitt a Kis Magellán-felhő csillagainak tanulmányozása közben felfedezte az azokra vonatkozó periódus-fényesség relációt.
- 1910-es évek – Harlow Shapley szisztematikus módszerrel meghatározta a periódus-fényesség reláció nullpontját, és ezzel egy új távolságmérési módszerhez, a cepheida-parallaxishoz jutott. E módszerrel feltérképezte a Tejútrendszert, kimutatta, hogy átmérője tízszerese a korábban gondoltnak, azaz 300 ezer fényév (a ma elfogadott érték 100 ezer fényév).
- 1920 – Harlow Shapley és Heber Curtis rámutatott arra, hogy az addig felfedezett spirális ködök nem a Tejútrendszerhez tartoznak.
- 1923–1924 Edwin Hubble az Androméda-ködben 12 db, delta cephei típusú csillagot talált, melyek segítségével kimutatta, hogy az Androméda-köd a Tejútrendszeren kívüli objektum, ún. extragalaxis.
- 1929 – Hubble már elegendő galaxis távolságát ismerte ahhoz, hogy megállapítsa a később róla elnevezett törvényt: a galaxisok a távolságukkal arányos sebességgel távolodnak tőlünk. Hubble ezzel felfedezte a világegyetem tágulását.
- 1936 – Edwin Hubble bevezette a galaxisok – később róla elnevezett – klasszifikációs rendszerét.
- 1939 – Grote Reber felfedezte a  Cygnus A intenzív rádióforrást.
- 1943 – Carl Keenan Seyfert hat spirálgalaxist azonosított az emissziós színképvonalaik alapján, melyeket jellegzetességeik miatt Seyfert-galaxisoknak neveznek.
- 1949 – J.G. Bolton, G.J. Stanley és O.B. Slee azonosították az NGC 4486,  M87 és NGC 5128 extragalaktikus rádióforrásokat.
- 1959 – Rádióforrások százait detektálja a  Cambridge Interferométer,  amelyeket a  3C katalógusba rendeznek. Később ezek közül többet távoli kvazárral és rádiógalaxissal azonosítanak.
- 1960 – Amikor az első interferometrikus irányméréseket végezték Sandage több olyan objektumot talált (3C 196, 3C 48, 3C 286) ami pontszerű rádióforrásnak mutatkozott. A rádióforrás irányában több halvány, "csillagszerű" objektumot lehetett lefényképezni folytonos színképpel és emissziós spektrumvonalakkal.
- 1963 – Kinman, majd Kardaser kimutatták, hogy a kvazárok között több változtatja fényességét, a változás periódusa kisebb egy évnél; vagyis a kvazárok mérete kisebb egy fényévnél.
- 1963 – Oke, majd Greenstein mérései szerint a kvazárok vöröseltolódása igen nagy.
- 1978 – Steve Gregory és Laird Thompson leírja a Coma szuperhalmazt.
- 1990 – Michael Rowan-Robinson és Tom Broadhurst felfedezték az IRAS galaxist IRAS F10214+4724, az Univerzum legfényesebb ismert objektumát.
- 1998 – a Hubble űrtávcső mélyég felmérési programja a déli égbolton (Hubble Deep Field South).
- 2001 – A Solan Digitális Égboltfelmérési Program (Sloan Digital Sky Survey – SDSS) első eredményei.
- 2004 – Az Európai Déli Obszervatórium (European Southern Observatory – ESO) felfedezte az Abell 1835 IR1916 objektumot, ami jelenlegi ismereteink alapján a tőlünk legtávolabbi galaxis.